# Bondart
Bondart (pers. بندارت) – miejscowość w Iranie, w ostanie Isfahan. W 2006 roku liczyła 1338 mieszkańców w 281 rodzinach.